# Актинометрия
Актинометрия — междисциплинарное направление прикладных научных исследований, подраздел геофизики и метеорологии.
Актинометрия занимается изучением процессов переноса и превращений лучистой энергии Солнца на Земле, а также излучение Землёй своей энергии. Задачами актинометрии являются практическое измерение различных видов солнечной радиации, оценка их географического распределения, а также — исследование радиационного баланса земной поверхности и закономерностей рассеяния и поглощения радиации.
Предмет изучения актинометрии тесно связан с атмосферной оптикой, спектроскопией, имеет много общего с гелиофизикой. Результаты изучения применяются в климатологии, сельском хозяйстве и промышленности, в медицине, архитектуре, транспорте, в аэрологии и метеорологии.